# Brabham BT52
Brabham BT52 je Brabhamov dirkalnik Formule 1, ki je bil v uporabi v sezoni 1983, ko sta z njim dirkala Nelson Piquet in Riccardo Patrese. Zasnoval ga je Gordon Murray kot odgovor na nova pravila, ki so narekovala ravno dno. Pred tem ključne stranske zračne odprtine so zdaj povzročale dvigovanje dirkalnika, zato so morale biti čim manjše. Dirkalnik ima značilno obliko puščice, da bi zadržal kar največ podtlaka. Školjka je bila zgrajena iz aluminija in karbonskih vlaken, da bi bila čim lažja. Dirkalnik je poganjal močan BMW-jev turbo motor, ki je proizvajal okoli 900 KM na kvalifikacijah in 700 KM na dirki. Zaradi ponovne vpeljave dolivanja goriva, je imel dirkalnik manjšo posodo za gorivo, nameščena pa je bila višje za dirkačem. 
Nelson Piquet je dirkalnik označil kot odločno vodljiv ter s tremi zmagami in še petimi uvrstitvami na stopničke osvojil dirkaški naslov prvaka. Po slabšem srednjem delu sezone je že izgledalo, da nima možnosti za naslov proti Alainu Prostu z Renaultom in Renejem Arnouxom s Ferrarijem, toda v finalnem delu sezone je Castrol naredil posebno mešanico goriva, taka da je prvenstvo končal z dvema zmagama in tretjim mestom. Riccardo Patrese pa je po zelo slabem začetku, ko na prvih devetih dirkah ni dosegel niti ene uvrstitve med dobitnike točk, le enkrat pa mu je uspelo končati dirko, v zadnji tretjini sezone pa dosegel zmago in tretje mesto, kar je moštvu pomagalo doseči tretje mesto v konstruktorskem prvenstvu z 72-imi točkami. 

## Popolni rezultati Formule 1
(legenda) (odebeljene dirke pomenijo najboljši štartni položaj, poševne pa najhitrejši krog)
| Leto | Moštvo  | Motor               | Gume | Dirkači          | 1   | 2    | 3   | 4   | 5   | 6   | 7    | 8   | 9   | 10  | 11  | 12  | 13  | 14 | 15  | Toč | Prv |
| ---- | ------- | ------------------- | ---- | ---------------- | --- | ---- | --- | --- | --- | --- | ---- | --- | --- | --- | --- | --- | --- | -- | --- | --- | --- |
| 1983 | Brabham | BMW 4 in-line (t/c) | M    |                  | BRA | ZZDA | FRA | SMR | MON | BEL | VZDA | KAN | VB  | NEM | AVT | NIZ | ITA | EU | JAR | 72  | 3.  |
| 1983 | Brabham | BMW 4 in-line (t/c) | M    | Nelson Piquet    | 1   | Ret  | 2   | Ret | 2   | 4   | 4    | Ret | 2   | 13  | 3   | Ret | 1   | 1  | 3   | 72  | 3.  |
| 1983 | Brabham | BMW 4 in-line (t/c) | M    | Riccardo Patrese | Ret | 10   | Ret | Ret | Ret | Ret | Ret  | Ret | Ret | 3   | Ret | 9   | Ret | 7  | 1   | 72  | 3.  |